# Chrysomelinae
Die Chrysomelinae stellen eine Unterfamilie der Blattkäfer (Chrysomelidae) mit weltweit rund 2000 Arten dar. Ein bekannter Vertreter ist der Kartoffelkäfer.

## Merkmale

### Imagines
Zur Unterfamilie der Chrysomelinae zählen Käfer von geringer bis mittlerer Größe. Der Breite Weidenblattkäfer (Plagiodera versicolora) erreicht beispielsweise nur 2,5 bis 4,5 Millimeter Länge, der Pappelblattkäfer (Melasoma populi) wird 10 bis 12 Millimeter lang. Die Köpfe der bunten, oft metallisch glänzenden Käfer sind bei vielen Arten mehr oder weniger vom Thorax umschlossen; die meist elfgliedrigen Fühler sind von fadenförmiger Struktur und zum Teil an ihrem Ende verdickt. Die Tarsen sind viergliedrig (kryptopentamer).

### Larven
Die kurzen, gedrungenen oft bunten Larven sind zur Abwehr oder Abschreckung von Fressfeinden mit Warzen und Dornen besetzt. Sie verfügen über deutlich ausgebildete Füße und leben meist auf phanerogamen Gewächsen. Bei einigen Arten kann man aus Exkrementen gebaute, schützende Gehäuse beobachten, die die Larven mit sich herumtragen.

## Vorkommen
Die Unterfamilie ist weltweit mit ca. 2000 Arten vertreten.

## Arten nach Gattungen geordnet (Auswahl)
Europäische Gattungen und Arten nach der Fauna Europaea:
- Chrysolina Motschoulsky, 1860
  - Chrysolina cerealis
  - Himmelblauer Blattkäfer (Chrysolina coerulans)
  - Prächtiger Blattkäfer (Chrysolina fastuosa)
  - Chrysolina haemoptera
  - Chrysolina oricalcia
  - Geglätteter Blattkäfer (Chrysolina polita)
  - Rotsaum-Blattkäfer (Chrysolina sanguinolenta)
  - Chrysolina sturmi
  - Johanniskraut-Blattkäfer (Chrysolina varians)
- Chrysomela Linnaeus, 1758
  - Pappelblattkäfer (Chrysomela populi)
  - Gefleckter Weidenblattkäfer (Chrysomela vigintipunctata)
- Colaphus Dahl, 1823
- Colaspidema Laporte, 1833
- Cyrtonastes Fairmaire, 1874
- Cyrtonus Latreille, 1829
- Entomoscelis Dejean, 1835
  - Gestreifter Raps-Blattkäfer (Entomoscelis adonidis)
- Gastrophysa Dejean, 1835
  - Grüner Sauerampferkäfer (Gastrophysa viridula)
  - Knöterichblattkäfer (Gastrophysa polygoni)
- Gonioctena Dejean, 1835
  - Gonioctena fornicata
  - Gonioctena variabilis
  - Korbweiden-Blattkäfer (Veränderlicher Weidenblattkäfer, Gonioctena viminalis (Linnaeus, 1758))
- Hydrothassa Thomson, 1859
- Leptinotarsa Dejean, 1835
  - Kartoffelkäfer (Leptinotarsa decemlineata)
- Neophaedon Jacobson, 1901
- Oreina Dejean, 1835
- Phaedon Dahl, 1828
  - Phaedon armoraciae (Linnaeus, 1758)
- Phratora Dejean, 1835
  - Phratora vitellinae
  - Blauer Weidenblattkäfer (Phratora vulgatissima)
- Plagiodera Dejean, 1835
  - Breiter Weidenblattkäfer (Plagiodera versicolora)
- Plagiosterna Motschoulsky, 1860
- Prasocuris Latreille, 1802
- Sclerophaedon Weise, 1884
- Sternoplatys Motschoulsky, 1860
- Timarcha Dejean, 1821
  - Bläulichvioletter Tatzenkäfer (Timarcha goettingensis)
  - Tatzenkäfer (Timarcha tenebricosa)
- Zygogramma Dejean, 1835